# Equació de tercer grau
Una equació de tercer grau és una equació polinòmica on el grau més alt dels diversos monomis que l'integren és 3.
Una equació de tercer grau amb una incògnita és una equació que es pot posar sota la forma canònica:
{\displaystyle ax^{3}+bx^{2}+cx+d=0\,},
on a, b, c i d (a ≠ 0) són nombres que pertanyen a un cos, habitualment a R o a C.
El mètode de resolució de l'equació cúbica fou publicat per primera vegada l'any 1545 pel matemàtic llombard Gerolamo Cardano. La solució es troba seguint dos passos. Primer es fa un canvi de variable per a eliminar el terme en {\displaystyle x^{2}}. Després es descompon la variable en la suma de dues que són arrels d'una equació de segon grau.
Eliminació del terme de grau 2 o {\displaystyle x^{2}}
Es fa el canvi de variable {\displaystyle x=y-b/3a}
Amb això l'equació queda de la forma: {\displaystyle y^{3}+py+q=0}
Descomposició de la variable y
Es fa {\displaystyle y=u+v}
Amb això queda:
{\displaystyle u^{3}+v^{3}+(3uv+p)(u+v)+q=0}
Això afegeix un grau de llibertat al problema que permet de resoldre'l perquè es pot imposar una restricció als valors de u i v de tal forma que es fa que siguin arrels d'una equació de segon grau.
Imposant que {\displaystyle 3uv+p=0}
es té que {\displaystyle u^{3}+v^{3}=-q}
Ara {\displaystyle u^{3}} i {\displaystyle v^{3}} són dos nombres dels quals se'n sap la seva suma i també el seu producte, ja que ha de ser {\displaystyle u^{3}v^{3}=-p^{3}/3^{3}} per tant són les arrels de l'equació de segon grau: {\displaystyle x^{2}+qx-p^{3}/27=0}
Resolent aquesta equació s'obtenen {\displaystyle u^{3}} i {\displaystyle v^{3}}
Extraient les tres arrels cúbiques de cada un i sumant-les, s'obtenen els valors de {\displaystyle y}
I desfent el canvi de variable s'obté el valor de {\displaystyle x}
el resultat final és:
{\displaystyle x={\sqrt[{3}]{{\frac {-q}{2}}+{\sqrt[{2}]{{\frac {q^{2}}{4}}+{\frac {p^{3}}{27}}}}}}+{\sqrt[{3}]{{\frac {-q}{2}}-{\sqrt[{2}]{{\frac {q^{2}}{4}}+{\frac {p^{3}}{27}}}}}}-{\frac {b}{3a}}}
Els càlculs cal fer-los emprant nombres complexos. Les calculadores i fulls de càlcul que només donen resultats de les arrels quadrades i cúbiques en nombres reals no obtenen el resultat correcte.
D'altra banda, algunes de les equacions de tercer grau també es poden resoldre pel mètode de Ruffini.